# Millennium (Earth, Wind & Fire)
Millennium è il sedicesimo album discografico in studio del gruppo musicale statunitense Earth, Wind & Fire, pubblicato nel 1993.

## Tracce
1. Even If You Wonder – 4:38 (Nicky Brown, Jeffrey Cohen, Jon Lind, Maurice White)
2. Sunday Morning – 4:39 (Sheldon Reynolds, Maurice White, Allee Willis)
3. Blood Brothers – 5:23 (Nicky Brown, Jon Lind, Brock Walsh, Maurice White)
4. Kalimba Interlude – 0:31 (Maurice White)
5. Spend The Night – 4:24 (Dawn Thomas)
6. Divine – 4:33 (Philip Bailey, Ken Barken, Roxanne Seeman)
7. Two Hearts – 5:06 (Burt Bacharach, Philip Bailey, Maurice White)
8. Honor The Magic – 3:05 (Freddie Ravel, Maurice White)
9. Love Is The Greatest Story – 4:38 (Faye Freenberg, David Lawrence, Maurice White)
10. The "L" Word" – 4:34 (Nicky Brown, Jon Lind, Maurice White, Allee Willis)
11. Just Another Lonely Night – 4:38 (Linda Stokes, Michael Stokes)
12. Super Hero – 4:10 (Prince)
13. Wouldn't Change A Thing About You – 4:47 (Philip Bailey, Frankie Blue)
14. Love Across The Wire – 3:34 (Philip Bailey, Thom Bell, Maurice White)
15. Chicago (Chi-Town) Blues – 4:58 (Nicky Brown, Jon Lind, Brock Walsh, Maurice White)
16. Kalimba Blues – 0:35 (Maurice White)